# Fregnano della Scala
Fregnano della Scala (* in Verona; † 25. Februar 1354 ebenda) war ein Condottiere und Podestà von Vicenza. Sein Umsturzversuch im Februar 1354, mit dem er Cangrande II. stürzen wollte, war neben der Ermordung von Mastino I. 1277 die größte interne Krise der über hundertjährigen Scaligerherrschaft in Verona.

## Leben
Fregnano war der uneheliche Sohn von Mastino II. della Scala. Von seinem Geburtsjahr liegen keine verlässlichen Daten vor. Es ist lediglich bekannt, dass er der älteste Sohn von Mastino II. war. Da sein Halbbruder Cangrande II. wahrscheinlich  1332 geboren wurde, muss Fregnano vorher geboren sein. Erstmals erwähnt wurde er in einer Schenkungsurkunde von 1340 auf.
Nach einigen Quellen unterstellte ihm sein Vater das der Stadt Modena als Entsatz geschickte Scaliger-Heer, als Modena zwischen 1344 und 1346 im Kampf mit Mailand und Mantua stand. 1347 wurde er zum Podestà von Vicenza ernannt, ein Amt, das er nochmals zwischen 1351 und 1353 ausfüllte. Als Podestà empfing er im Dezember 1347 den König von Ungarn Ludwig I. in Vicenza.
1350 stand er an der Spitze der Scaliger-Truppen, die Verona dem päpstlichen Legaten im Kampf um die Romagna gegen die Söhne von Taddeo Pepoli und Herrn von Bologna zu Hilfe schickte. Laut des zeitgenössischen Geschichtsschreibers Matteo Villani strebte Fregnano della Scala die Herrschaft über Bologna an. Seinen Plänen machte aber Giovanni Visconti einen Strich durch die Rechnung, der die Signoria von Giacomo und Giovanni Pepoli gegen bare Münze übernahm.
Zwischen 1352 und 1353, sein Vater Mastino I. war 1351 verstorben und Cangrande II. hatte de facto die Alleinherrschaft übernommen, war er während der Rückeroberung des von Ludwig I. besetzten Dalmatien von Venedig als Condottiere angeheuert worden.
Als Fregnano im Februar 1354 sich zur Hochzeit von Filippo Gonzaga nach Mantua begab, verhandelte er wohl heimlich mit den Gonzaga, um Cangrande II. die Macht zu entreißen. In der Nacht vom 16. auf den 17. Februar begann sein von den Gonzaga unterstützter Umsturzversuch. Fregnano nutzte dabei die Abwesenheit Cangrande II., der sich mit seinem Bruder Cansignorio auf der Suche nach neuen Verbündeten gegen die Viscontis in Bozen aufhielt und zuvor Fregnano als seinen Stellvertreter die Stadt anvertraut hatte.
Falschmeldungen vom Tod Cangrandes verbreitend gelang es ihm, Unruhe in der Stadt zu verbreiten. Die Truppen Cangrandes hatte er mit einer List aus Verona gelockt, in dem er behauptete die Mailänder unter der Führung von Bernabò Visconti würden sich im Marsch auf die Stadt befinden. Freie Hand habend, ließ er sich am 17. Februar auch mit Hilfe einige angesehener Persönlichkeiten, wie Azzo da Correggio, zum Herrn von Verona ausrufen.
Der Versuch auch den Podestà von Vicenza, Giovanni della Scala, auf seine Seite zu ziehen, scheiterte jedoch. Am 22. Februar langte Cangrande II. in Vicenza an, sammelte neue Truppen um sich und marschierte am Tag darauf mit seinem Heer nach Verona. In der Zwischenzeit war Bernabò Visconti tatsächlich auf Verona marschiert. Die von Fregnano zu ihm geschickten Unterhändler, die ihm ein Angebot für ein Bündnis unterbreiten sollten, ließ er jedoch verhaften und griff stattdessen die Stadt im Westen an. Fregnano und seinen Verbündeten, darunter 300 von den Gonzaga und 200 von den Este zu Hilfe geschickten Rittern, gelang es den Angriff abzuwehren, worauf sich der Visconti zurückzog, um neue Kräfte zu sammeln. Doch auch der Angriff der Mailänder am Tag darauf wurde abgewiesen. In der Zwischenzeit hatte Cangrande II. Verona von Osten aus erreicht, fand die Stadtmauern dort nur schwach besetzt vor und drang in die Stadt ein. Dank der Unterstützung durch die Bevölkerung konnte er die Gegenangriffe Fregnanos, der ihn wieder aus der Stadt drängen wollte, abweisen. In den anschließenden Kämpfen in der Stadt fand Fregnano della Scala am 25. Februar 1354 den Tod. Über die Todesursache herrscht keine einhellige Meinung bei den Chronisten. So soll Fergnano nach einigen Quellen beim Versuch die Etsch zu überqueren in voller Rüstung ertrunken sein, während er nach anderen Quellen im Kampf fiel. Einhellig sind sich die Chronisten darin, dass sein Leichnam zusammen mit weiteren Aufständischen auf der Piazza delle Erbe in Verona als abschreckendes Beispiel zur Schau gestellt wurde. An der Stelle, an der Fregnano zu Tode kam, ließ Cangrande II. später die Kirche Santa Maria della Vittoria errichten.
Der Umsturzversuch durch Fregnano della Scala war Ausdruck eines verbreiteten Missbehagens in einigen Teilen der gesellschaftlichen Führungsschicht, war aber auch in den unteren städtischen Schichten anzutreffen. Der entscheidende Anstoß bildeten jedoch die Spannungen, die sich in der Familie der Scaliger um die Ausübung der Macht gebildet hatten.